# Donacaula nitidellus
Donacaula nitidellus là một loài bướm đêm trong họ Crambidae.